# Małgorzata Gapska
Małgorzata Gapska z d. Sadowska, (ur. 3 września 1983 w Gdańsku) – polska piłkarka ręczna, bramkarka, trenerka. Reprezentantka i mistrzyni Polski (2004, 2009, 2010, 2012, 2017).

## Życiorys
Wychowanka AZS-AWFiS Gdańsk, z którym w 2004 sięgnęła po mistrzostwo Polski, w 2005 i 2008 po wicemistrzostwo Polski, a w 2002, 2003 i 2006 po brązowy medal mistrzostw Polski. W latach 2008–2010 występowała w SPR Lublin, zdobywając swoje drugie i trzecie mistrzostwo Polski (2009, 2010). Ponadto w 2009 wywalczyła z SPR-em Superpuchar Polski i została wybrana najlepszą bramkarką meczu o to trofeum. W latach 2010–2017 była zawodniczką GTPR-u Gdynia, z którym zdobyła czwarte i piąte w karierze mistrzostwo Polski (2012, 2017), srebrny medal mistrzostw Polski (2015) i trzy brązowe medale mistrzostw Polski (2011, 2014, 2016), a także grała w fazie grupowej Ligi Mistrzyń (sześć meczów w sezonie 2017/2018). W sezonach 2014/2015 i 2016/2017 została wybrana przez „Przegląd Sportowy” najlepszą bramkarką Superligi.
W reprezentacji Polski zadebiutowała 11 sierpnia 2005 w towarzyskim spotkaniu z Węgrami. Podczas mistrzostw świata we Francji (2007) broniła ze skutecznością 24% (14/58). Na mistrzostwach świata w Serbii (2013), w których Polska zajęła 4. miejsce, broniła ze skutecznością 37% (51/139). W 2014 uczestniczyła w mistrzostwach Europy w Chorwacji i na Węgrzech (11. miejsce), w których broniła ze skutecznością 24% (8/34). W trakcie tego turnieju, podczas którego zaliczyła ostatnie występy w kadrze, została zastąpiona przez Annę Wysokińską.
Karierę sportową zakończyła w grudniu 2017. Jeszcze w jej trakcie rozpoczęła pracę szkoleniową, będąc trenerką współpracującą podczas specjalistycznych konsultacji bramkarek. W 2017 została wraz z Sabiną Włodek prowadzącą reprezentację Polski B. W pierwszej rundzie sezonu 2017/2018 była asystentką Agnieszki Truszyńskiej w GTPR Gdynia.
25 czerwca 2011 wzięła ślub z dziennikarzem Radia Gdańsk Michałem Gapskim. W styczniu 2012 urodziła syna Szymona, ale wróciła do gry w rundzie play-off sezonu 2011/2012.

## Sukcesy
AZS-AWFiS Gdańsk
- Mistrzostwo Polski: 2003/2004
- Puchar Polski: 2004/2005

SPR Lublin
- Mistrzostwo Polski: 2008/2009, 2009/2010
- Puchar Polski: 2009/2010
- Superpuchar Polski: 2009[1]

GTPR Gdynia
- Mistrzostwo Polski: 2011/2012, 2016/2017
- Puchar Polski: 2013/2014, 2014/2015, 2015/2016

Reprezentacja Polski
- 4. miejsce w mistrzostwach świata: 2013

Indywidualne
- Najlepsza bramkarka Superligi według „Przeglądu Sportowego”: 2014/2015[2], 2016/2017[3]